# Hellenic Football League
The Hellenic Football League là một giải bóng đá Anh bao phủ khu vực gồm các hạt Berkshire, Gloucestershire, Oxfordshire, Nam Buckinghamshire, Nam Herefordshire, Tây Greater London, và Bắc Wiltshire. Có cả sự xuất hiện của một đội đến từ mỗi vùng Hampshire và Northamptonshire.

## Lịch sử

Khu vực được bao phủ bởi Hellenic Football League được tô màu hồng.

Giải đấu được thành lập năm 1953. Ở mùa giải 2000–01, Hellenic League kết hợp với Chiltonian League và bây giờ có các hạng Premier Division, Division One East, Division One West và 3 hạng cho đội dự bị. Mùa giải 2006–07, Hellenic League kết hợp Banbury District and Lord Jersey FA Veterans League với thêm 3 hạng đấu dưới danh hiệu của Hellenic Veterans League.
Khởi đầu với sự tái tổ chức ở mùa giải 2004-05, Hellenic League trở thành giải đấu Bậc 5 và Bậc 6 ở National League System. Các đội ở Premier Division thi đấu tại Bậc 5, và có quyền thăng hạng Southern Football League Division One (Bậc 4) dành cho đội vô địch Premier Division và đáp ứng đủ điều kiện sân bãi.
Các đội bóng của Hellenic League Division One thi đấu ở Bậc 6, quyền thăng hạng Bậc 5 và chơi ở Premier Division có thể dành cho các câu lạc bộ nằm ở Top 2 của mỗi hạng đấu Division One East và Division One West phụ thuộc vào điều kiện sân bãi được quy định bởi FA. Chấp thuận chơi ở HL Division One được dành cho các đội bóng chơi ở các giải đấu cấp Hạt khác nhau của Bậc 7 ở các vùng liên hệ với Hellenic League, phụ thuộc vào vị thứ.
50 đội bóng thi đấu ở Hellenic Premier và Division Ones. 18 đội thi đấu ở cấp Cựu binh (từ 35 tuổi trở lên)
Lỗi Lua trong Mô_đun:Location_map/multi tại dòng 27: Không tìm thấy trang định rõ bản đồ định vị. "Mô đun:Location map/data/England south", "Bản mẫu:Bản đồ định vị England south", và "Bản mẫu:Location map England south" đều không tồn tại.

## Nhà vô địch
Giải đấu ban đầu khởi tranh chỉ có hạng Premier Division, sau đó Division One được bổ sung năm 1956.
| Mùa giải | Premier Division  | Division One               |
| -------- | ----------------- | -------------------------- |
| 1953–54  | Didcot Town       |                            |
| 1954–55  | Witney Town       |                            |
| 1955–56  | Headington United |                            |
| 1956–57  | Abingdon Town     | Luton Town Colts           |
| 1957–58  | Witney Town       | Aylesbury Town Corinthians |
| 1958–59  | Abingdon Town     | Thatcham Town              |
| 1959–60  | Abingdon Town     | Hazells                    |
| 1960–61  | Bicester Town     | Chipping Norton Town       |
| 1961–62  | Thame United      | Botley United              |
| 1962–63  | Yiewsley          | Amersham Town              |
| 1963–64  | Amersham Town     | Henley Town                |
| 1964–65  | Witney Town       | Thatcham Town              |
| 1965–66  | Witney Town       | Princes Risborough Town    |
| 1966–67  | Witney Town       | Pinehurst                  |
| 1967–68  | Hazells           | Henley Town                |
| 1968–69  | Wallingford Town  | Oxford City Dự bị          |
| 1969–70  | Thame United      | Clanfield                  |
| 1970–71  | Witney Town       | Hungerford Town            |

Kể từ mùa giải 1971–72 season, Division One được chia thành Division One A và Division One B.
| Mùa giải | Premier Division | Division One A | Division One B       |
| -------- | ---------------- | -------------- | -------------------- |
| 1971–72  | Witney Town      | Fairford Town  | Chipping Norton Town |

Mùa giải sau đó, Division One A và B được kết hợp lại.
| Mùa giải  | Premier Division     | Division One          |
| --------- | -------------------- | --------------------- |
| 1972–73   | Witney Town          | Thatcham Town         |
| 1973–74   | Moreton Town         | Cirencester Town      |
| 1974–75   | Thatcham Town        | Maidenhead Town       |
| 1975–76   | Burnham              | Abingdon Town         |
| 1976–77   | Moreton Town         | Didcot Town           |
| 1977–78   | Chipping Norton Town | Bicester Town         |
| 1978–79   | Newbury Town         | Northwood             |
| 1979–80   | Bicester Town        | Hazells               |
| 1980–81   | Newbury Town         | Wantage Town          |
| 1981–82   | Forest Green Rovers  | Lambourn Sports       |
| 1982–83   | Moreton Town         | Rayners Lane          |
| 1983–84   | Almondsbury Greenway | Morris Motors         |
| 1984–85   | Shortwood United     | Pegasus Juniors       |
| 1985–86   | Sharpness            | Viking Sports         |
| 1986–87   | Abingdon Town        | Bishops Cleeve        |
| 1987–88   | Yate Town            | Cheltenham Town Dự bị |
| 1988–89   | Yate Town            | Almondsbury Picksons  |
| 1989–90   | Newport A.F.C.       | Carterton Town        |
| 1990–91   | Milton United        | Cinderford Town       |
| 1991–92   | Shortwood United     | Wollen Sports         |
| 1992–93   | Wollen Sports        | Tuffley Rovers        |
| 1993–94   | Moreton Town         | Carterton Town        |
| 1994–95   | Cinderford Town      | Endsleigh             |
| 1995–96   | Cirencester Town     | Purton                |
| 1996–97   | Brackley Town        | Ardley United         |
| 1997–98   | Swindon Supermarine  | Ardley United         |
| 1998–99   | Burnham              | Pegasus Juniors       |
| 1999–2000 | Banbury United       | Cheltenham Saracens   |

Kể từ mùa giải 1999–2000, Division One được chia thành Division One East và Division One West.
| Mùa giải | Premier Division    | Division One         | Division One        |
| Mùa giải | Premier Division    | East                 | West                |
| -------- | ------------------- | -------------------- | ------------------- |
| 2000–01  | Swindon Supermarine | Henley Town          | Gloucester United   |
| 2001–02  | North Leigh         | Finchampstead        | Hook Norton         |
| 2002–03  | North Leigh         | Quarry Nomads        | Slimbridge          |
| 2003–04  | Brackley Town       | Wantage Town         | Purton              |
| 2004–05  | Highworth Town      | Eton Wick            | Shrivenham          |
| 2005–06  | Didcot Town         | Hounslow Borough     | Winterbourne United |
| 2006–07  | Slimbridge          | Bisley Sports        | Lydney Town         |
| 2007–08  | North Leigh         | Chalfont Wasps       | Winterbourne United |
| 2008–09  | Hungerford Town     | Binfield             | Hardwickes          |
| 2009–10  | Almondsbury Town    | Thame United         | Slimbridge          |
| 2010–11  | Wantage Town        | Holyport             | Headington Amateurs |
| 2011–12  | Oxford City Nomads  | Newbury              | Tytherington Rocks  |
| 2012–13  | Marlow              | Rayners Lane         | Brimscombe & Thrupp |
| 2013–14  | Wantage Town        | Milton United        | Tytherington Rocks  |
| 2014–15  | Flackwell Heath     | Wokingham & Emmbrook | Longlevens          |

## Nhà vô địch Cup
Cup thuộc Hellenic League là Floodlit Cup, Supplementary Cup và Challenge Cup.
| Mùa giải  | Floodlit Cup        | Supplementary Cup   | Challenge Cup       |
| --------- | ------------------- | ------------------- | ------------------- |
| 1994–95   | Cinderford Town     |                     |                     |
| 1995–96   | Bicester Town       |                     |                     |
| 1996–97   | Abingdon United     |                     |                     |
| 1997–98   | Swindon Supermarine |                     |                     |
| 1998–99   | Burnham             | Highworth Town      | Tuffley Rovers      |
| 1999–2000 | Swindon Supermarine | Carterton Town      | Swindon Supermarine |
| 2000–01   | Swindon Supermarine | Bị hủy bỏ           | Carterton Town      |
| 2001–02   | Gloucester United   | Purton              | Fairford Town       |
| 2002–03   | Tuffley Rovers      | Didcot Town         | Yate Town           |
| 2003–04   | Slimbridge          | Brackley Town       | Didcot Town         |
| 2004–05   | Almondsbury Town    | Hungerford Town     | Didcot Town         |
| 2005–06   | Didcot Town         | Badshot Lea         | Didcot Town         |
| 2006–07   | Wantage Town        | Ardley United       | Hungerford Town     |
| 2007–08   | Kidlington          | Shortwood United    | Hungerford Town     |
| 2008–09   | Marlow United       | Bị hủy bỏ           | Almondsbury Town    |
| 2009–10   | Shortwood United    | Bị hủy bỏ           | Ardley United       |
| 2010–11   | Holyport            | Kidlington          | Holyport            |
| 2011–12   | Binfield            | Reading Town        | Highworth Town      |
| 2012–13   | Ardley United       | Headington Amateurs | Oxford City Nomads  |
| 2013–14   | Brimscombe & Thrupp | Brimscombe & Thrupp | Ascot United        |
| 2014–15   | North Leigh United  | Hook Norton         | Ardley United       |